# Gâteau au vin rouge
Le gâteau au vin rouge est un dessert alsacien dénommé Rotwin Un Müesbolleküeche. 

## Ingrédients
Ce dessert traditionnel nécessite farine, beurre, sucre, œufs, cannelle, cacao non sucré, levure et vin rouge,.

## Préparation

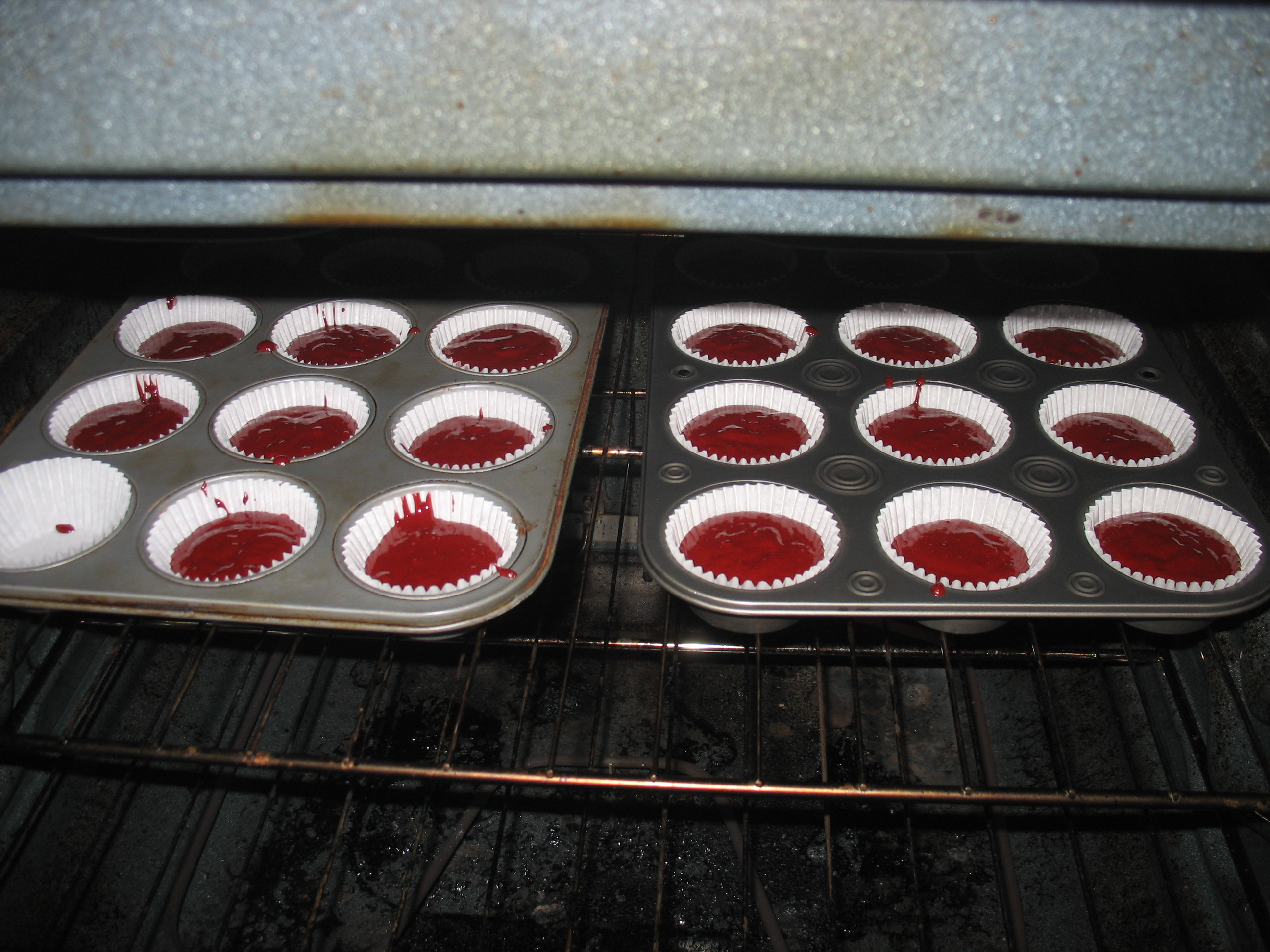
Gâteaux au vin rouge prêts à être enfournés

Pour préparer ce gâteau, il suffit de mélanger tous les ingrédients sucre, beurre, œufs battus, sel, cannelle et cacao pour obtenir une pâte homogène. La farine dans laquelle a été incorporée la levure est ensuite ajoutée en alternance avec le vin. Le tout est mis dans un moule à cake ou des petits ramequins et cuit au four. Le glaçage est réalisé en mélangeant le sucre glace et le vin puis réparti sur le gâteau refroidi,.

## Accord mets/vin
Traditionnellement un vin d'Alsace est servi en accompagnement. Il peut s'agir d'edelzwicker, de chasselas, de gewurztraminer, de muscat, de pinot, de riesling, ou de sylvaner. Le crémant d'Alsace peut tous les remplacer.